# IC 696
IC 696 — галактика типу SBdm (карликова спіральна витягнута галактика) у сузір'ї Лев.
Цей об'єкт міститься в оригінальній редакції індексного каталогу.